# Red Orb Entertainment
Red Orb Entertainment était une division consacrée à la publication de jeux vidéo créée par Brøderbund en 1997 pour promouvoir ses jeux vidéo en se distinguant de sa division consacrée aux titres éducatifs. Fondée le 21 mai 1997 à Novato en Californie, son nom vient des six premières lettres de Brøderbund, s’écrivant Red Orb à l’envers. Après l’acquisition de Brøderbund par The Learning Company en 1998, le nom de Red Orb continue d’être utilisé conjointement avec celui de Mindscape. Certains jeux des franchises  Myst, Prince of Persia et Warlords seront plus tard publié par Ubisoft après que celle-ci ait racheté The Learning Company en mars 2001.

## Ludographie
Red Orb Entertainment a développé ou publié de nombreux titres à la fin des années 1990, incluant :
- John Saul's Blackstone Chronicles : L'Asile Maudit
- The Journeyman Project 3: Legacy of Time
- The Journeyman Project Trilogy
- Myst: Masterpiece Edition
- Prince of Persia 3D
- Ring : l'Anneau des Nibelungen
- Riven
- Soul Fighter
- Take No Prisoners
- WarBreeds (1998)
- Warlords III: Reign of Heroes (1997)
- Warlords III: Darklords Rising (1998)